# Chipmunk Basic
Chipmunk Basicは、旧式BASICのインタープリタとしてRonald H. NicholsonがMac OS用に開発したフリーウェア。旧式ではあるがスプライトが実装されていたり、オブジェクト指向プログラミングが可能だったり、行番号が不要な構文でコーディングが可能だったりと、拡張も施されている。実行には中間言語を使用しないが非常に高速に動作する。そのため、ちょっとした処理にAppleScriptの代わり、REALbasicの代わりとして用いられる。
現在はWindowsやLinux版もリリースされており、グラフィックも扱えるが、キーワードが長すぎるなど洗練されているとは言いがたい。安定性も実用レベルに達していない。

## コード例
Linux x86-64版Chipmunk BASIC 367b5のコマンドプロンプト実行例
```
>
print
 
"あいうえお"

あいうえお

```